# The London Gazette
The London Gazette és un dels diaris oficials de registre o butlletins governamentals del govern del Regne Unit, i el més important entre aquests diaris oficials del Regne Unit, en el qual s'han de publicar determinats avisos legals. No és un diari convencional que ofereixi cobertura general de notícies. No té una gran circulació. Altres diaris oficials del govern del Regne Unit són The Edinburgh Gazette i The Belfast Gazette, que, a part de reproduir determinats materials d'interès nacional publicats a The London Gazette, també contenen publicacions específiques d'Escòcia i d'Irlanda del Nord, respectivament. Al seu torn, The London Gazette no només inclou avisos d'interès per a tot el Regne Unit, sinó també aquells relacionats específicament amb entitats o persones d'Anglaterra i Gal·les. Tanmateix, també s'ha de publicar a The London Gazette determinats avisos que només tenen un interès específic per a Escòcia o Irlanda del Nord.
Les Gazettes de Londres, Edimburg i Belfast són publicades per TSO (The Stationery Office) en nom de His Majesty's Stationery Office. Estan subjectes als drets d'autor de la Corona anglesa.
The London Gazette afirma ser el diari anglès més antic que es conserva i el diari més antic de publicació contínua al Regne Unit, després d'haver estat publicat per primera vegada el 7 de novembre de 1665 com a The Oxford Gazette.